# Абила
Абила́ (каз. Абыла) — село у складі Кармакшинського району Кизилординської області Казахстану. Адміністративний центр Кармакшинського сільського округу.
У радянські часи село називалось Абла.
Населення — 803 особи (2021; 1107 у 2009, 1207 у 1999, 1897 у 1989).